# Saint-Martin-Lys
Saint-Martin-Lys es un pequeño pueblo y comuna francesa, situada en el departamento del Aude en la región de Languedoc-Roussillon. 
La comuna está situada geográficamente en el país de Sault en la confluencia del río Aude con el Rébenty.
A sus habitantes se les conoce por el gentilicio Martinlysois.

## Demografía
| 66 | 67 | 44 | 40 | 31 | 46 |
| Para los censos de 1962 a 1999 la población legal corresponde a la población sin duplicidades (Fuente: INSEE [Consultar]) |    |    |    |    |    |

(Población sans doubles comptes según la metodología del INSEE).